# A, A Novel
a, A Novel (traduzido livremente para o português, a, Um romance) é um livro escrito pelo artista estadounidense Andy Warhol publicado pela Grove Press. É quase uma transcrição palavra por palavra das fitas gravadas por Warhol e Ondine por um período de dois anos entre 1966 e 1968.

## O romance
a, A Novel, reconhecidamente uma resposta de Warhol ao Ulisses de James Joyce, foi concebido para ser vinte e quatro horas ininterruptas na vida de Ondine, ator famoso por fazer parte da Factory, superstar dos filmes de Warhol e devotado usuário de anfetamina. Uma coversa gravada em fita entre Ondine e Warhol, o romance foi, na verdade, gravado ao longo de alguns dias separados, durante um período de dois anos. O livo é uma reprodução fiel dos originais digitados a máquina, e contém cada tipo, abreviação e inconsistência que os digitadores produziram. Os monólogos de Ondine e conversas esparsas são ainda mais fragmentadas pela insistência de Warhol em manter a pureza das transcrições.